# Ахметов Серік Нигметович
Серік Нигметович Ахметов (каз. Серік Нығметұлы Ахметов, 25 червня 1958, Темиртау Казахстан) — казахський політик, прем'єр-міністр Казахстану в 2012-2014 роках, доктор економічних наук.

## Кар'єра
У 1985 році почав працювати на Карагандинському металургійному комбінаті, 1993 закінчив технічний коледж Російської академії наук.
Призначений на посаду прем'єр-міністр Казахстану 24 вересня 2012 року.
Пішов у відставку 2 квітня 2014 року. Його замінив Карім Масімов.

## Ссилки
- Біографія [Архівовано 14 вересня 2018 у Wayback Machine.]
- Новини [Архівовано 14 вересня 2018 у Wayback Machine.]